# Nicolae Ceaușescu
Nicolae Ceaușescu (Scornicești, Koninkrijk Roemenië, 26 januari 1918 – Târgoviște, Socialistische Republiek Roemenië, 25 december 1989) was een Roemeense communistische politicus en dictator. Hij was secretaris-generaal van de Roemeense Communistische Partij van 1965 tot 1989, en was zo de tweede en laatste communistische leider van het land. Hij was ook het staatshoofd van het land van 1967 tot 1989.
Zijn heerschappij in het eerste decennium werd gekenmerkt door een open beleid naar West-Europa en de Verenigde Staten, waardoor het afweek van de andere staten van het Warschaupact tijdens de Koude Oorlog. Hij hield een trend aan die voor het eerst werd gevestigd door zijn voorganger, Gheorghe Gheorghiu-Dej, die tactvol de Sovjet-Unie had overgehaald haar troepen terug te trekken uit Roemenië in 1958.
Het tweede decennium van Ceaușescu werd gekenmerkt door een almaar brutaler en repressiever regime – volgens sommigen het strengste stalinistische regime in het Sovjet-blok. Het werd ook gekenmerkt door een alomtegenwoordige persoonsverheerlijking, nationalisme en een verslechtering van de buitenlandse relaties met de westerse machten maar ook met de Sovjet-Unie. De regering van Ceaușescu werd omvergeworpen tijdens de Roemeense Revolutie. Na een haastig georganiseerd twee uur durend showproces in een klaslokaal dat een rechtbank moest voorstellen werden hij en zijn vrouw veroordeeld tot de doodstraf. Na de veroordeling zijn ze geboeid mee naar buiten genomen en daar ter plekke geëxecuteerd. Kort daarna werden de beelden op de televisie uitgezonden (door middel van verovering van de communistische tv-zender).

## Jeugd en vroege politieke carrière

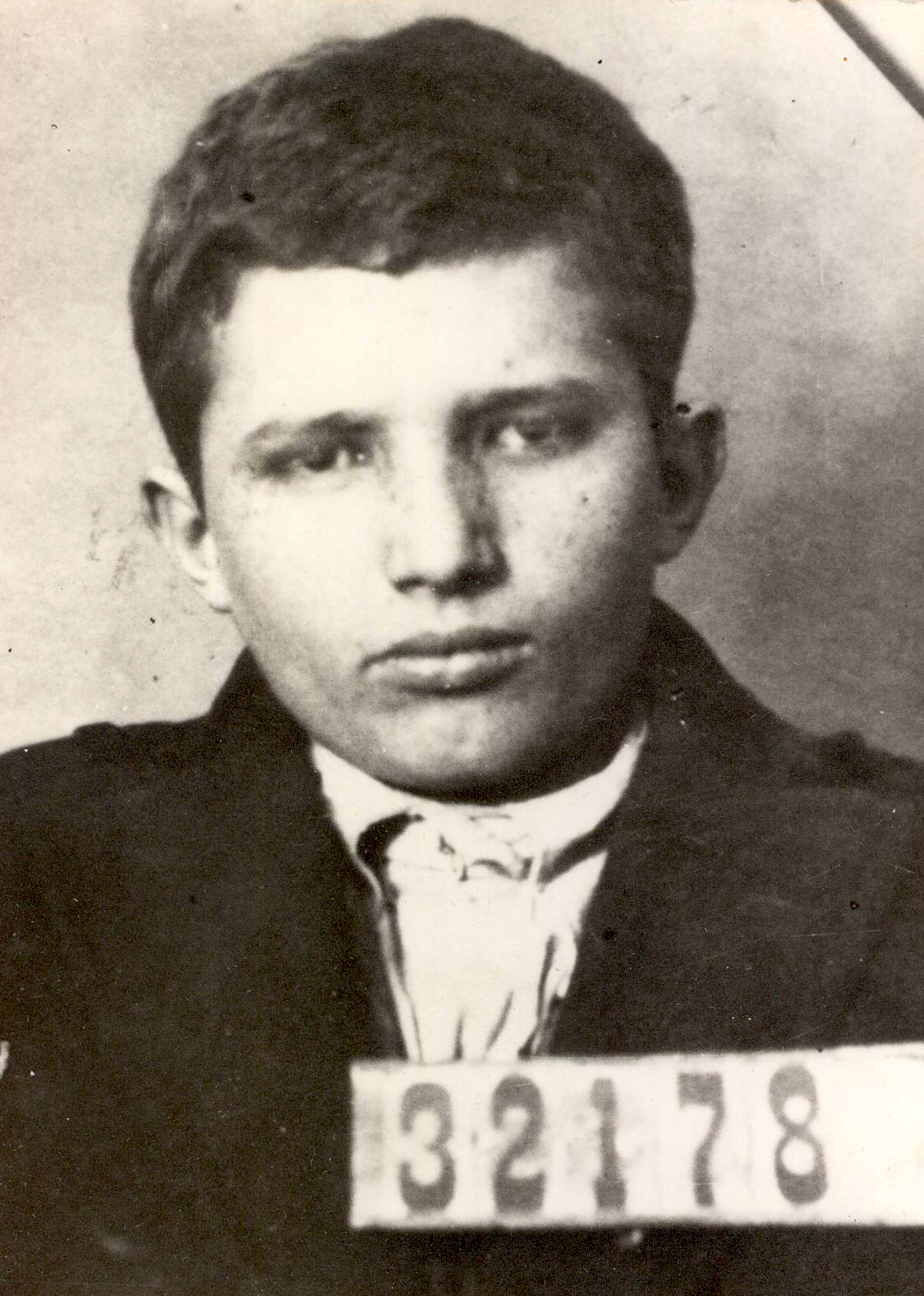
Ceaușescu werd als 15-jarige gearresteerd wegens zijn politieke (communistische) activiteiten

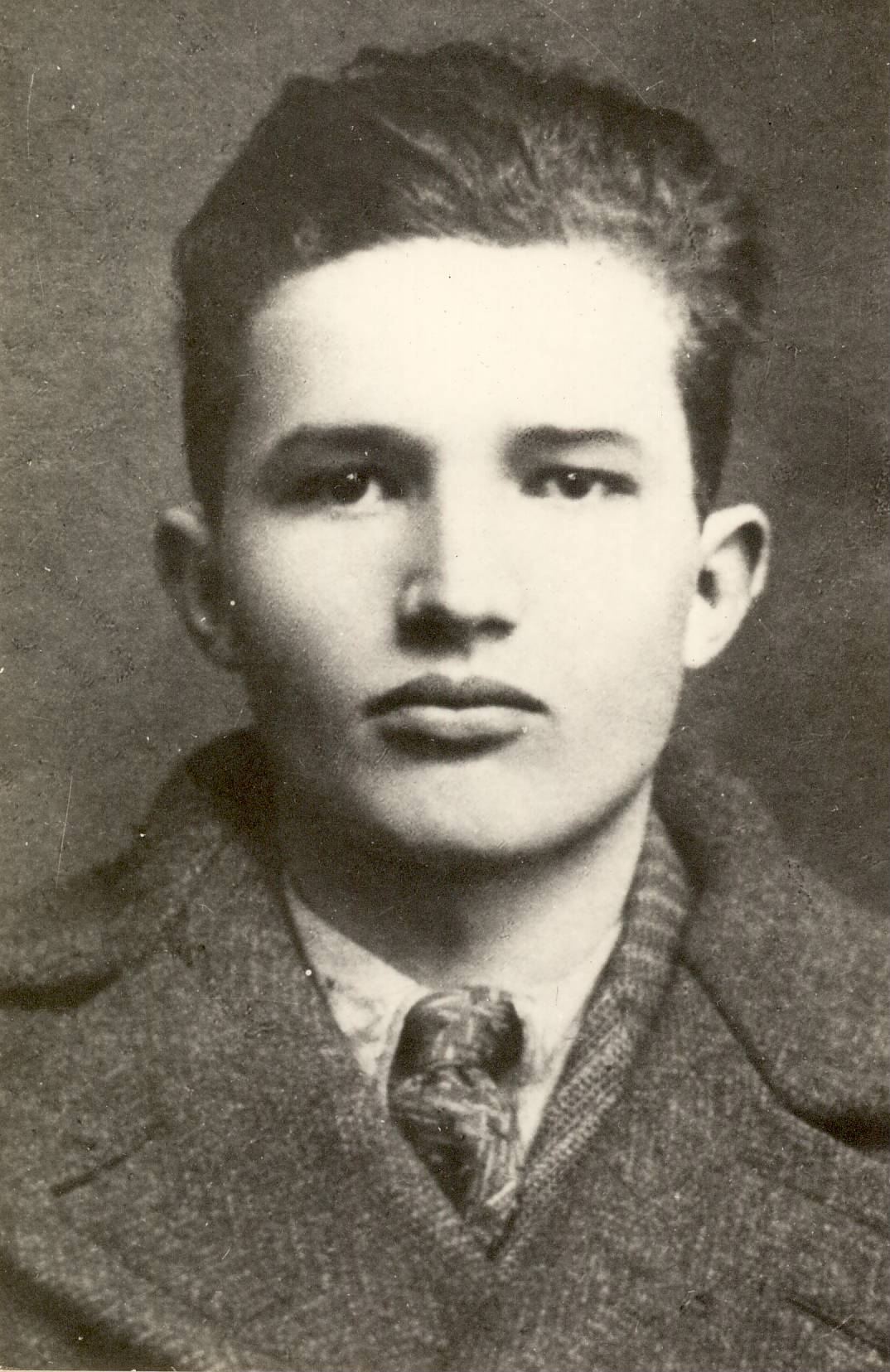
Ceaușescu in 1936

Nicolae Ceaușescu werd geboren als kind van een arm boerenechtpaar in het dorpje Scornicești (nabij Slatina). In zijn jeugd werkte Ceaușescu als leerling-schoenlapper in Boekarest.
Ceaușescu werd begin 1932 lid van de Roemeense Communistische Partij. Vanwege zijn politieke activiteiten zat hij in 1936 in de gevangenis. Gedurende de Tweede Wereldoorlog dook hij onder voor de troepen van de fascistische dictator maarschalk Ion Antonescu.
Na de verovering van Roemenië door het Rode Leger in 1944 werd Ceaușescu secretaris van de communistische jeugdbeweging. Even na de oorlog trouwde hij (met goedkeuring van de partij) met Elena Petrescu. In 1948 werd hij kandidaat-lid van het Centraal Comité van de Roemeense Arbeiderspartij (voorheen en later opnieuw de Roemeense Communistische Partij); stemhebbend lid in 1952; lid van het Politbureau in 1954. Gheorgiu-Dej benoemde Ceaușescu in het Politbureau na het wegzuiveren van de Moskou-gezinde Ana Pauker. Aan het einde van de jaren veertig en het begin van de jaren vijftig was hij viceminister van Landbouw en Defensie. Ceaușescu trachtte door middel van benoemingen van gelijkgezinden zijn machtsbasis uit te breiden.

## Leiderschap
Al in 1965 werd hij secretaris-generaal van de Roemeense Communistische Partij, als opvolger van de toen overleden ex-premier en partijsecretaris Gheorghiu-Dej. Ceaușescu was naar voren geschoven als een compromiskandidaat toen de oudere leden van het Politbureau het niet eens konden worden. In 1967 werd hij voorzitter van de Staatsraad (dat wil zeggen staatshoofd). Vanaf 1968 trok hij gaandeweg allerlei machtsfuncties naar zich toe en regeerde hij in toenemende mate als dictator. In 1974 werd hij president, een speciaal voor hem gecreëerde functie. Vanaf de jaren zeventig werd hij de Conducator ('leider') genoemd; dezelfde titel die de dictator Ion Antonescu in de jaren veertig droeg.

### Binnenlands beleid
Aanvankelijk trachtte Ceaușescu afstand te creëren van zijn voorganger, en hier paste een min of meer liberaal beleid in. Door zijn relatief onafhankelijke opstelling binnen het Oostblok en vooral zijn veroordeling van de inval in Tsjechoslowakije in 1968 genoot hij ook oprechte steun van de bevolking.
Al vrij snel kwam echter de minder liberale kant van Ceaușescu bovendrijven. Hij wilde Roemenië tot een grote mogendheid maken en liet hiertoe het geboortecijfer verhogen, zodat de Roemeense bevolking van 23 naar 30 miljoen kon groeien. Om dit te bereiken werd in 1966 Decreet 770 ingevoerd, een serie maatregelen waarin abortus en contraceptie vrijwel onmogelijk werden gemaakt en het krijgen van kinderen aangemoedigd. Dit had weliswaar een geboortegolf tot gevolg, maar leidde er ook toe dat de kinder- en vrouwensterfte omhoogschoten door illegale abortussen. Door massale ontduiking van het decreet daalde na 1968 het geboortecijfer opnieuw.
Door de onafhankelijke internationale opstelling kon Ceaușescu ook vrij makkelijk geld op de internationale kapitaalmarkt lenen, en bouwde hierdoor een grote staatsschuld op. De hiermee gefinancierde projecten rendeerden echter niet naar behoren. Bovendien mislukte een oliedeal met Iran toen hier de Iraanse Revolutie uitbrak en de investering verloren ging. Om de staatsschuld terug te dringen mocht er in de winter amper worden gestookt. De temperatuur binnen mocht niet hoger zijn dan 14 graden; wasmachines waren uit den boze en per woning mocht één gloeilamp van 40 watt gebruikt worden. Uiteindelijk werd de staatsschuld inderdaad teruggedrongen en was deze in de zomer van 1989 geheel afbetaald, maar dat het volk daar hinder van ondervond, deerde de dictator blijkbaar niet; evenmin als zijn plan om de Roemenen ervan te overtuigen dat ze te veel aten en hen van staatswege op rantsoen te zetten (de ware reden was dat er te weinig voedsel was).
Halverwege de jaren tachtig kwam Ceaușescu met het idee het platteland en de plattelandsdorpen in hun bestaande vorm te laten verdwijnen. De oude dorpen moesten worden vernietigd en vervangen door een soort agrarische centra. Boeren zouden dan een soort agrarische arbeiders worden. Dit leidde tot binnen- en buitenlandse kritiek. Deze plannen werden niet uitgevoerd doordat Ceaușescu's dictatuur in 1989 ten val kwam.

### Buitenlands beleid

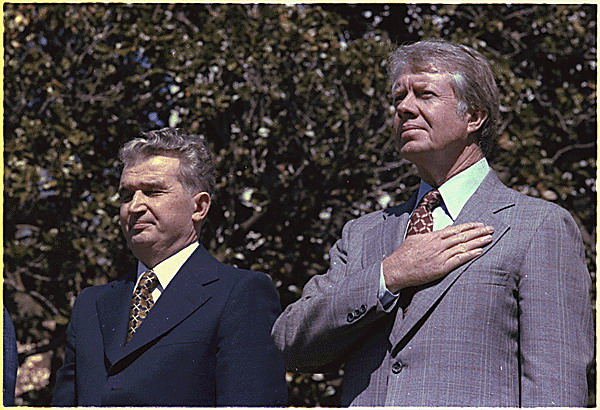
Ceaușescu en de Amerikaanse president Jimmy Carter in 1978

Ceaușescu's buitenlands beleid kenmerkte zich door zijn streven een redelijk onafhankelijke koers te varen ten opzichte van de Sovjet-Unie. Roemenië maakte als vazalstaat van de Sovjet-Unie deel uit van het Oostblok, maar verzette zich onder leiding van Ceaușescu tegen de door Nikita Chroesjtsjov ontworpen doctrine om de hofleverancier van de Sovjet-Unie te worden voor olie en graan. Reeds onder Gheorghiu-Dej had Roemenië zich onafhankelijk opgesteld, en Ceaușescu zette deze koers voort.
Ook weigerde hij troepensteun te geven voor de militaire inval in Tsjecho-Slowakije door Sovjettroepen na de 'Praagse Lente' in 1968. Bovendien koos Roemenië geen partij in het conflict tussen China en de Sovjet-Unie. Hoewel hij in 1970 een nieuw vriendschapsverdrag met de Sovjet-Unie sloot, gaf dit alles Ceaușescu toch een zeker aanzien in het Westen. Later, toen de binnenlandse politiek van de dictator op groeiende weerstand stuitte, verloor hij het opgebouwde krediet. Desondanks beschouwde de VS Ceaușescu in de jaren tachtig nog steeds als een bondgenoot. De Amerikaanse regering was ervan overtuigd dat in geval van oorlog, Roemenië de kant van het Westen zou kiezen.
Uit documentatie bleek echter dat dit beslist niet zo was: Ceaușescu kocht zijn relatieve vrijheid namelijk af met de belofte het Warschaupact (de Russen) - in geval van een militair conflict met het Westen - onvoorwaardelijk te steunen.

### Onderdrukking
De Roemeense bevolking werd systematisch onderdrukt en was door de vele infiltranten bij de geheime dienst niet veilig. Door de grote onzekerheid en armoede waar men in leefde, zag men vaak geen andere oplossing dan te spioneren voor de Securitate. Het was niet ongewoon dat iemands broer, zus, vader of moeder een infiltrant kon zijn zodat men zelfs binnenshuis niet kon zeggen wat men wilde. De DIE (afdeling externe inlichtingen van de geheime dienst) introduceerde eind jaren zeventig een afluistersysteem via de telefoon. Ook wanneer de hoorn op de haak lag, kon de geheime dienst meeluisteren. Aangezien het systeem alleen werkte met die ene door de geheime dienst speciaal ontwikkelde telefoon, werden op last van Ceaușescu alle telefoons in het land vervangen. In vrijwel alle andere plaatsen, van hotels tot scholen, waren afluistersystemen geplaatst van microfoontjes in een schilderij tot microfoontjes onder in een bakje met suikerklontjes. Direct aan de leiding van de Securitate stond Ion Mihai Pacepa, die op 25 juli 1978 deserteerde.

### Ceaușescu's vertrouwelingen

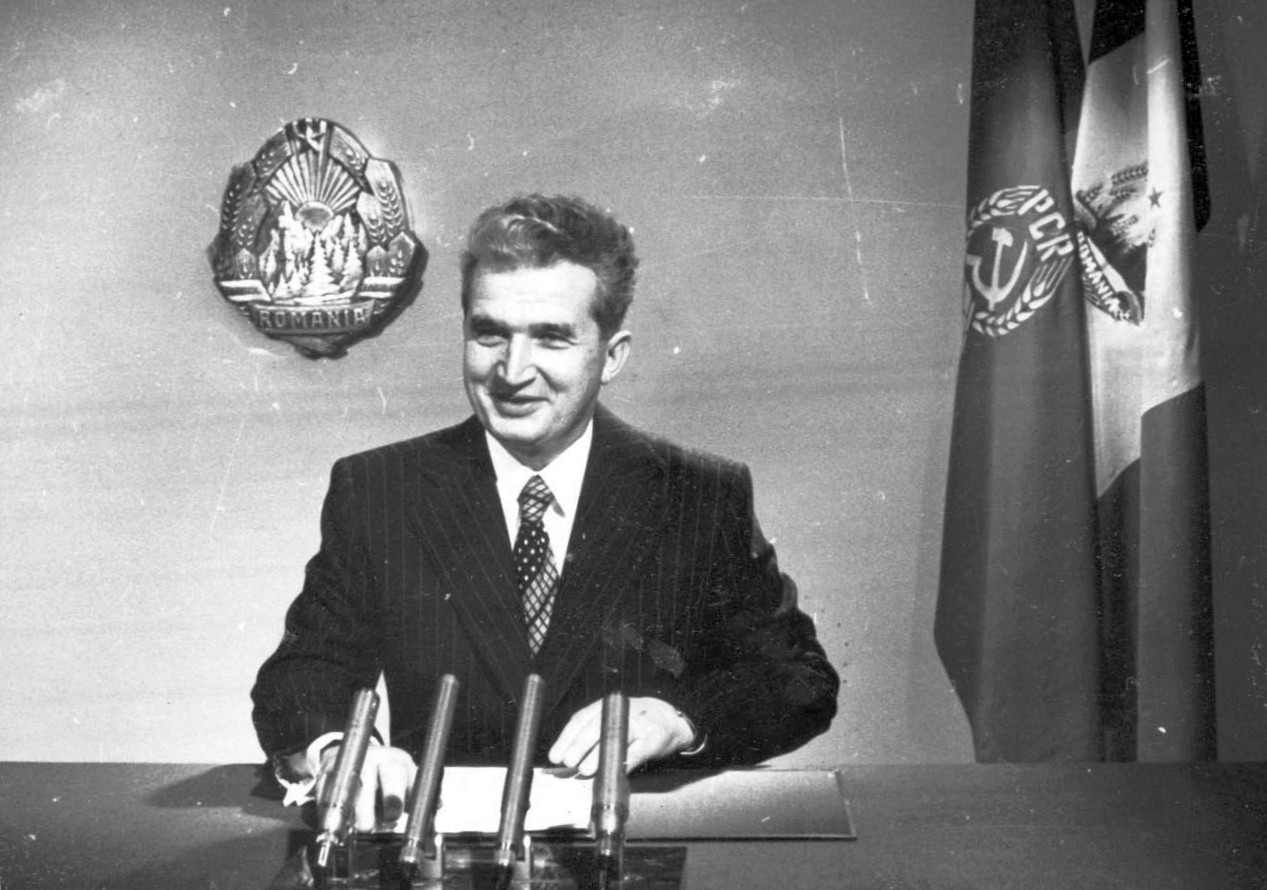
Ceaușescu met zijn oudejaarsavondboodschap op radio en televisie

De Roemenen die direct of indirect in contact stonden met Ceaușescu, hielden hun posities binnen het communistische systeem niet lang. Hoewel Ceaușescu steeds meer familieleden in de hoogste rangen van het regime plaatste, wisselde Ceaușescu posities van niet-familieleden constant om ervoor te zorgen dat hun macht niet te groot werd. Enkele (bekende) namen van het toenmalige regime-Ceaușescu:
Ion Mihai Pacepa, Constantin Manea (stafhoofd), Teodor Coman (minister van Binnenlandse Zaken), Nicolae Pleșiță (buitenlandse inlichtingendienst), Nicolae Militaru, Ion Gheorghe Maurer (minister-president), Dumitru Popescu (pers en propaganda), Eugen Luchian (secretaris), Constantin Munteanu (generaal), Constantin Olcescu (kolonel), kolonel Bajenaru (lijfwacht), Stefan Andrei (minister van Buitenlandse Zaken) en generaal Nicolae Stan (chef lijfwacht).
De veiligheidsdienst van Ceaușescu was de grootste ter wereld. Iedere Roemeense ambassadeur in het buitenland was een verlengstuk van het regime in Boekarest. Al het andere personeel van ambassades werd geronseld door de DIE. Na het overlopen van Ion Mihai Pacepa viel de geheime dienst al snel uiteen. Elena Ceaușescu begon daarop met een hernieuwde poging om de veiligheidsdienst weer op de been te krijgen. Sommige DIE-medewerkers en overheidsfunctionarissen verdwenen, onder wie Eugen Luchian, die zijn kans schoon zag om in al het rumoer de benen te nemen.

## Opstand tegen Ceaușescu

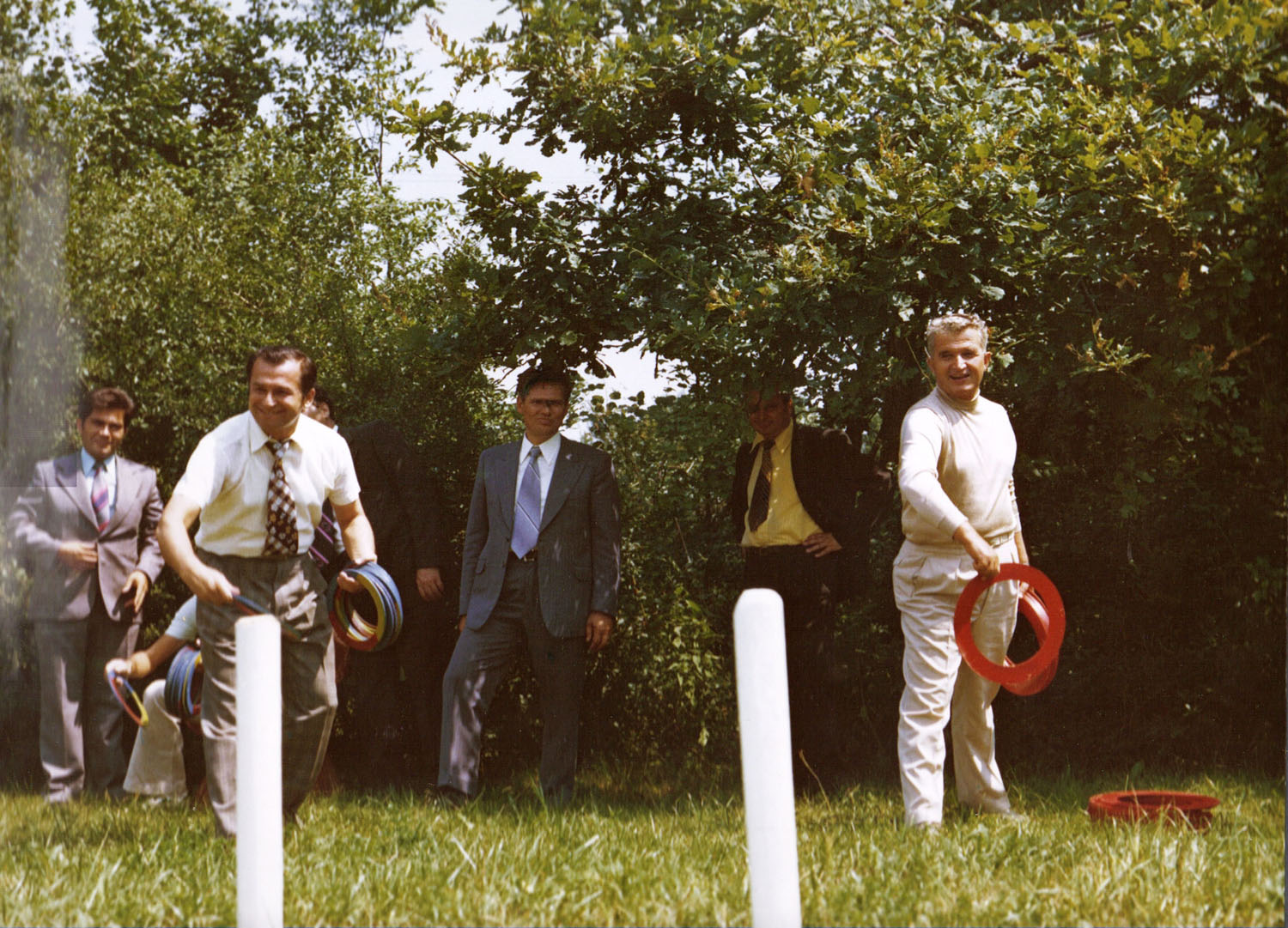
Zijn opvolger, Ion Iliescu, en Nicolae Ceaușescu in 1976

In december 1989 brak er een grote opstand uit in Timișoara aangevoerd door de dominee László Tőkés, die behoorde tot de Hongaarse minderheid in Roemenië. De orde werd snel hersteld, maar tijdens het staatsbezoek van Nicolae en Elena Ceaușescu aan Iran (17-19 december 1989) laaide de opstand weer op. Vlak voor Kerstmis keerden de Ceaușescu's weer terug naar de hoofdstad Boekarest.
Op 20 december sprak Ceaușescu het land toe op de televisie, waarin hij de Westerse imperialisten de schuld gaf van de chaos in het land. Een dag later organiseerde de partijafdeling van Boekarest een massabijeenkomst van trouwe partijleden voor het gebouw van het Centraal Comité. Toen Ceaușescu aan zijn toespraak begon, begonnen de mensen voor het gebouw te scanderen en eisten het aftreden van Ceaușescu. Die avond opende de Securitate het vuur op demonstranten. Het leger koos de zijde van de opstandelingen en de volgende ochtend moesten Nicolae en Elena met een helikopter vluchten waarbij de piloot onder schot werd gehouden door een of meerdere van de lijfwachten. Toen de brandstof van de helikopter opraakte, landde de piloot en de lijfwachten van Ceaușescu vorderden een auto. Later stapten ze over in een andere auto. Laat in de middag werden de Ceaușescu's echter herkend en gearresteerd. Nicolae en zijn vrouw Elena werden na een schijnproces geëxecuteerd. De fusillade vond plaats op een militaire basis in Târgoviște en werd als bewijs van hun dood gefilmd en wereldwijd per televisie vertoond.
Het echtpaar Ceaușescu werd vervolgens begraven, waarbij een valse naam op de houten kruisen was gezet. Dat moest grafschennis voorkomen. Hun drie kinderen hadden steeds betwijfeld of het paar inderdaad daar begraven was. In juli 2010 werd het graf, op een begraafplaats van Boekarest, met daarin de vermoedelijke lichamen van Nicolae en Elena Ceaușescu uitgegraven, nadat de (schoon)kinderen van het paar daar vijf jaar juridische strijd voor hadden geleverd. Mede doordat de gebeurtenissen in december 1989 elkaar in een hoog tempo hadden opgevolgd, verkeerden familieleden jarenlang in onzekerheid of de lichamen op de militaire begraafplaats wel echt van de Ceaușescu's waren. Op 3 november 2010 werd door de directeur van het nationale forensisch instituut bekendgemaakt dat het mannelijke stoffelijk overschot inderdaad van Nicolae Ceaușescu was. DNA-testen hadden dit uitgewezen. Het lichaam van Elena Ceaușescu kon niet met zekerheid worden geïdentificeerd bij het DNA-onderzoek. Daarvoor was er te weinig vergelijkingsmateriaal.
Nicolae Ceaușescu werd opgevolgd door de gematigde ex-communist Ion Iliescu.

## Persoonlijkheidscultus

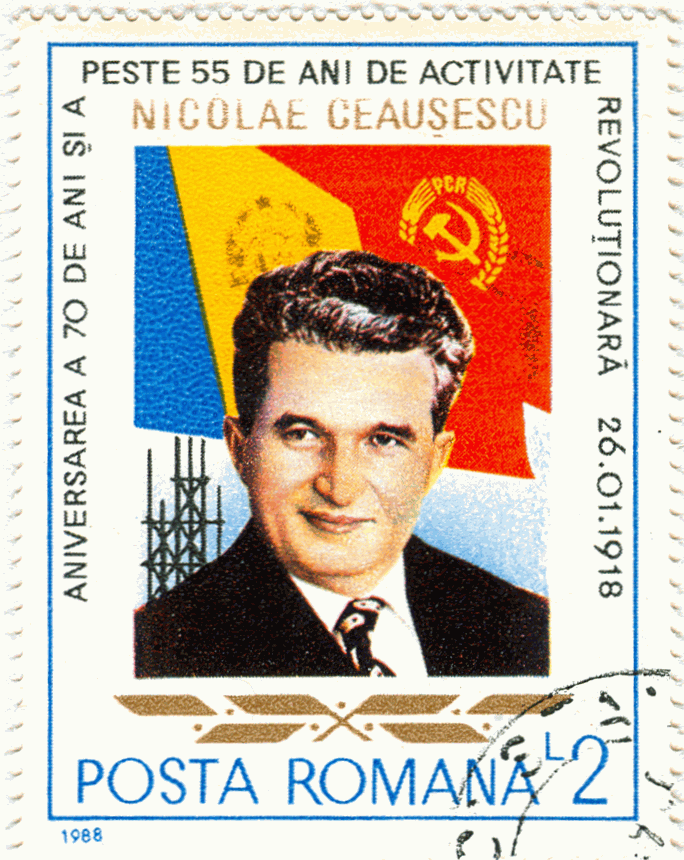
Ceaușescu op een postzegel uit 1988

Ceaușescu bouwde in eigen land gestaag aan een cultus rond zijn persoon. Zijn ideologische geschriften waren verplichte kost in het onderwijs, de media werden van staatswege volledig gecensureerd en het straatbeeld werd gevuld door enorme portretten en beelden van de leider. Ceaușescu's houding ten aanzien van dissidente krachten binnenslands werd gaandeweg grimmiger. Ook godsdienstvrijheid, hoewel gegarandeerd in de grondwet, werd, behalve voor de aan de leiband van de staat lopende Roemeens-orthodoxe Kerk, niet of nauwelijks gerespecteerd. Een groot aantal politieke en religieuze dissidenten werd gevangengezet. Door middel van de geheime politie, de Securitate, werd de persoonlijke vrijheid van de Roemenen onderdrukt.
Dr.h.c. Nicolae Ceaușescu is nog steeds eredoctor van de Universiteit van Nice.
In 1971 brachten Nicolae en Elena officiële staatsbezoeken aan China en Noord-Korea. Ze waren zeer onder de indruk van de parades, de kinderen die bloemen aanboden en massabijeenkomsten in de stadions. Terug in Roemenië, nadat ze voldoende inspiratie hadden opgedaan, werden er vanaf dat moment massabijeenkomsten gehouden in stadions, er werden gedichten opgedragen aan de Ceaușescu's, maar ook moesten reguliere televisie-uitzendingen wijken voor toespraken van de leider. 
Ceaușescu begon ook te denken dat hij afstamde van een Roemeense nationalistische prins. Nicolae kreeg titels als 'Wakende Eik aan de Donau', 'Genie van de Karpaten' en 'Leider' (Conducător), terwijl Elena de 'Beschermvrouwe van de Wetenschap' en 'Moeder der Roemenen' werd. Beelden, foto's en postzegels (zoals hiernaast) toonden een Ceaușescu die niet verouderde: rimpels en pukkels werden zorgvuldig weggeretoucheerd. Na zijn bezoek aan maoïstisch China in 1971 veranderde ook zijn houding (in negatieve zin) ten opzichte van Amerika en het Westen en was hij definitief bekeerd tot het stalinisme, hetgeen pas 10 jaar later tot het Westen doordrong.
De laatste jaren van zijn regime verdacht men hem van hoogmoedswaanzin, hetgeen vooral tot uitdrukking kwam in het stadsvernieuwingsproject. In 1977 was er een enorme aardbeving in Boekarest, die een deel van het oude centrum verwoestte. In plaats van de bebouwing te herstellen werd een deel van het oude centrum gesloopt. Er werd een enorme boulevard aangelegd, flats verrezen. Aan het einde van die boulevard werd een gebouw neergezet, het Casa Poporului (Huis van het Volk), waarvoor een aantal woonwijken werd gesloopt. Dit paleis, na het Pentagon en het Potala het grootste gebouw ter wereld, was bedoeld 'voor het volk', maar werd gebruikt als privépaleis van de Ceaușescu's.